# Stanislaus Morsztyn der Jüngere
Stanislaus Morsztyn der Jüngere († vor 29. November 1504) war ein krakauischer Ratsherr, Bankier und Kaufmann.
Er war ab 1496 Ratsherr und später Bürgermeister von Krakau. Außerdem war er Bürgermeister von Lublin.

## Leben
Morsztyn wurde als ältester Sohn des Ratsherrn Stanislaus Morsztyn des Älteren und Magdalena Wynek geboren. Unter seinem Großvater Georg Morsztyn dem Älteren hatte der Aufstieg der Familie in Krakau begonnen. Seine Schwestern waren allesamt mit Ratsherrn verheiratet, sodass er mitten im Zentrum der patrizischen Elite Krakaus stand. Die 1492 geadelten Brüder Georg Morsztyn der Jüngere und Peter Morsztyn waren seine Vettern.
1490 war er für ein Jahr Mitglied des städtischen Schiedsgerichts. 1496 wurde er dann in den Stadtrat berufen. 1504 bekleidete er das Amt des Rajów. In den Jahren 1496, 1499 und 1500 brachte er Gesetzesvorschläge ein und wurde anschließend Bürgermeister. Nach dem Tod seines Vaters übernahm er dessen Amt als Bürgermeister von Lublin, das schon sein Großvater mütterlicherseits Jan Wynek innegehabt hatte. Viele Male bürgte er dafür, dass zugezogene das Krakauer Bürgerrecht erhielten. Unter anderem 1483 für einen Georg aus Breslau, 1487 für Nikolaus Zyth aus Posen, 1489 für einen Stanislaus aus Kujawien, 1492 für Adalbert Hartwig von Hartlupa und 1493 für Marcin Skalski.

## Ehen und Nachkommen
Mit seiner Frau hatte er einen Sohn namens Stanislaus, dessen Nachfahren in den polnischen Landadel übergingen und eine literarische Tradition pflegten. So war er der Urgroßvater des polnischen Dichters und Politikers Johann Andreas von Raciborsko-Morstein sowie Ururgroßvater der polnischen Dichter und Politiker Zbigniew Morsztyn und Stanisław Morsztyn.